# Petraki
Petraki (en rus: Петраки) és un poble de l'óblast de Saràtov, a Rússia, segons el cens del 2010 tenia 46 habitants. Pertany al districte municipal d'Ozinki.